# ママめろん
『ママめろん』は、みたにひつじによる日本の4コマ漫画作品。『週刊コミックバンチ』（新潮社）にて2002年43号から2007年43号まで連載された。

## 登場人物
めろん
スナックめろんのママ。メロンのような頭をしている。
楓ちゃん
スナックめろんで働くホステス。スナックの乗っ取りを密かに企んでいる。
安田部長
スナックめろんの常連客。コアミ商事で働いている。娘がいる。
山岸くん
スナックめろんの常連客。コアミ商事で働いている。かなりのスケベ。
マサクズ
まさにクズな男。